# Почтовые индексы в Германии

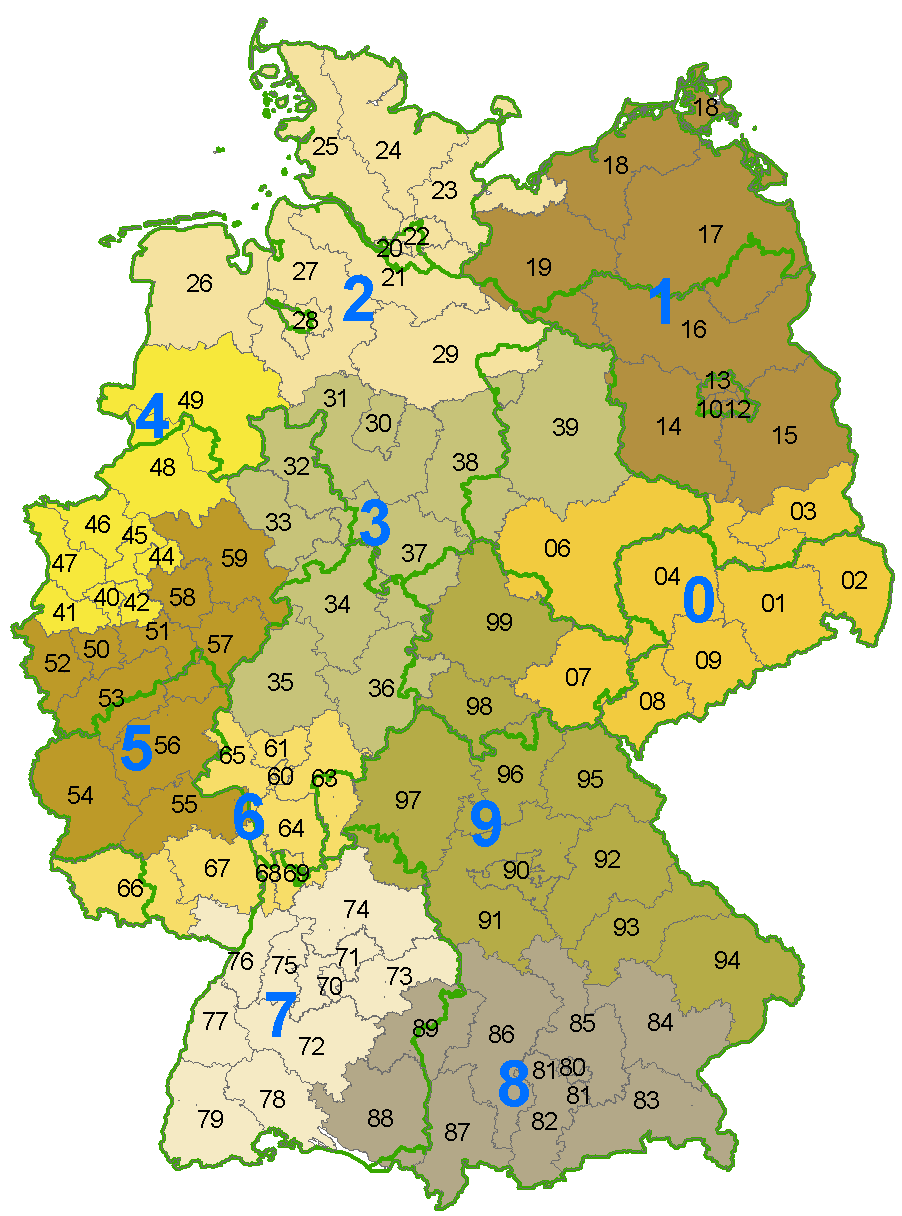
Карта деления территории Германии на 10 зон по первым цифрам почтового индекса (PLZ). Зелёные линии — границы федеральных земель

Почтовые индексы в Германии — система почтовой индексации современной Германии (нем. Postleitzahl, сокращённо PLZ), которая предусматривает деление территории страны на десять главных почтовых зон и использование пятизначных цифровых кодов.

## История
Впервые система почтовых индексов была введена в Германии в 1941 году с целью унификации и ускорения обработки почты. Эта система была основана на двузначных кодах.
В 1962 году в Западной Германии и немного позднее, в 1965 году, в Восточной эта система была заменена на две различные четырёхзначные системы кодов.
Современная единая пятизначная система почтовых индексов Германии была введена 1 июля 1993 года, после воссоединения Германии, придя на смену двум предыдущим различным четырёхзначным системам.
В течение периода унификации, продлившегося с 1989 по 1993 годы, использовались старые почтовые индексы с добавлением буквы W (West — западный) для Западной Германии и Западного Берлина и буквы O (Ost — восточный) для Восточной Германии.

## Структура
Современный PLZ-индекс состоит из пяти цифр.
Первая (крайняя левая) цифра в PLZ-коде обозначает зону (Zone) и, соответственно, аэропорт, через который происходит обмен почтой с этой зоной. При этом следует понимать, что зональное деление PLZ-кодов не соответствует административному делению Германии на земли.
Вторая цифра в PLZ-коде обозначает регион зоны и вместе с номером зоны образует двузначный номер региона, который определяет дальнейшую маршрутизацию почты внутри зоны.
Регионы внутри зоны, как правило, нумеруются последовательным обходом зоны против часовой стрелки, начиная с юга зоны. Иногда в нумерации случаются пропуски, и не все зоны содержат все 10 регионов.

## Зональное деление
Приведенная ниже информация о почтовых зонах Германии соответствует состоянию на 31 декабря 2007 года.
| Зона | Площадь (км²) | Население  | Покрываемая территория | Крупные города                                                                          |
| ---- | ------------- | ---------- | --- | --------------------------------------------------------------------------------------- |
| 0    | 37 187,8      | 6 819 607  | Саксония, южные части Саксонии-Анхальт и Бранденбурга, восток Тюрингии                                                        | Дрезден, Лейпциг, Галле, Хемниц, Котбус, Йена                                           |
| 1    | 47 642,4      | 7 034 541  | Берлин, большая часть части Бранденбурга и Мекленбурга-Передней Померании, небольшие части Нижней Саксонии и Саксонии-Анхальт | Берлин, Потсдам, Франкфурт-на-Одере, Росток, Шверин                                     |
| 2    | 44 207,4      | 8 691 409  | Гамбург, Шлезвиг-Гольштейн, северная часть Нижней Саксонии, Бремен, небольшие участки земли Мекленбург-Передняя Померания     | Гамбург, Любек, Киль, Бремен, Бремерхафен, Ольденбург                                   |
| 3    | 45 488,1      | 9 012 212  | южная часть Нижней Саксонии, восточная часть Вестфалии, северные части земель Гессен, Тюрингия и Саксония-Анхальт             | Ганновер, Билефельд, Кассель, Фульда, Гисен, Гёттинген, Брауншвейг, Магдебург           |
| 4    | 20 212,3      | 10 331 535 | северо-западная часть Северного Рейна — Вестфалии, юго-западная часть Нижней Саксонии                                         | Дюссельдорф, Дортмунд, Эссен, Дуйсбург, Мюнстер, Оснабрюк                               |
| 5    | 28 834,5      | 9 233 815  | юго-западная часть земли Северный Рейн — Вестфалия, большая часть Рейнланд-Пфальца, небольшая часть Гессена                   | Кёльн, Бонн, Ахен, Майнц, Кобленц, Трир                                                 |
| 6    | 17 247,9      | 7 540 503  | южные части земель Гессен и Рейнланд-Пфальц, земля Саар, небольшие части Баварии и Баден-Вюртемберга                          | Франкфурт-на-Майне, Висбаден, Дармштадт, Саарбрюккен, Гейдельберг, Мангейм, Ашаффенбург |
| 7    | 27 864,2      | 8 715 898  | большая часть земли Баден-Вюртемберг, небольшая часть Рейнланд-Пфальца                                                        | Штутгарт, Тюбинген, Фрайбург, Констанц, Баден-Баден                                     |
| 8    | 36 427,2      | 7 675 001  | южная часть Баварии, юго-восток Баден-Вюртемберга                                                                             | Мюнхен, Розенхайм, Аугсбург, Ульм, Ингольштадт                                          |
| 9    | 47 803,7      | 7 163 416  | северная часть Баварии (Франкония), большая часть Тюрингии, небольшая часть земли Баден-Вюртемберг                            | Нюрнберг, Регенсбург, Вюрцбург, Эрфурт, Веймар, Эйзенах, Бамберг, Байройт               |